# Bassaris gonerilla
Bassaris gonerilla är en fjärilsart som beskrevs av Fabricius 1775. Bassaris gonerilla ingår i släktet Bassaris och familjen praktfjärilar. Inga underarter finns listade i Catalogue of Life.

## Bildgalleri

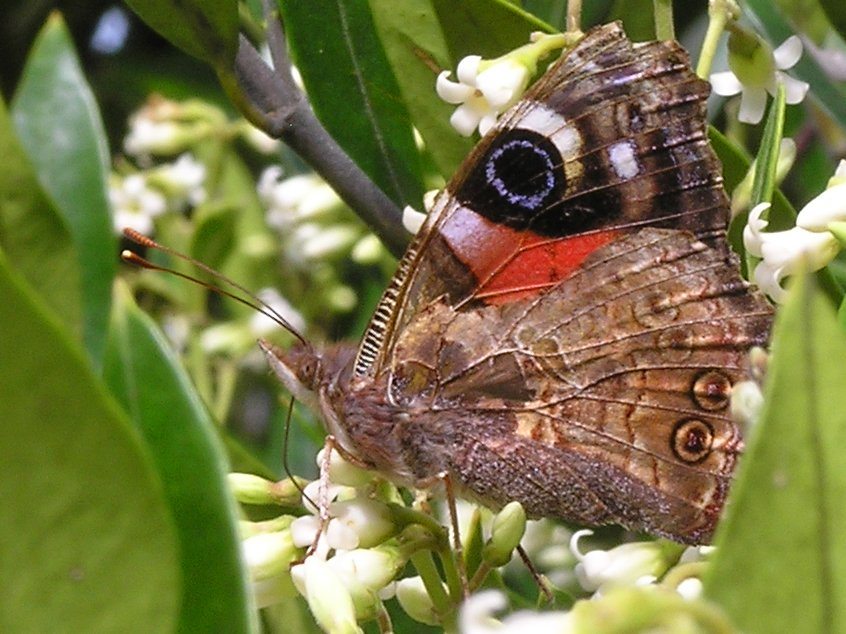
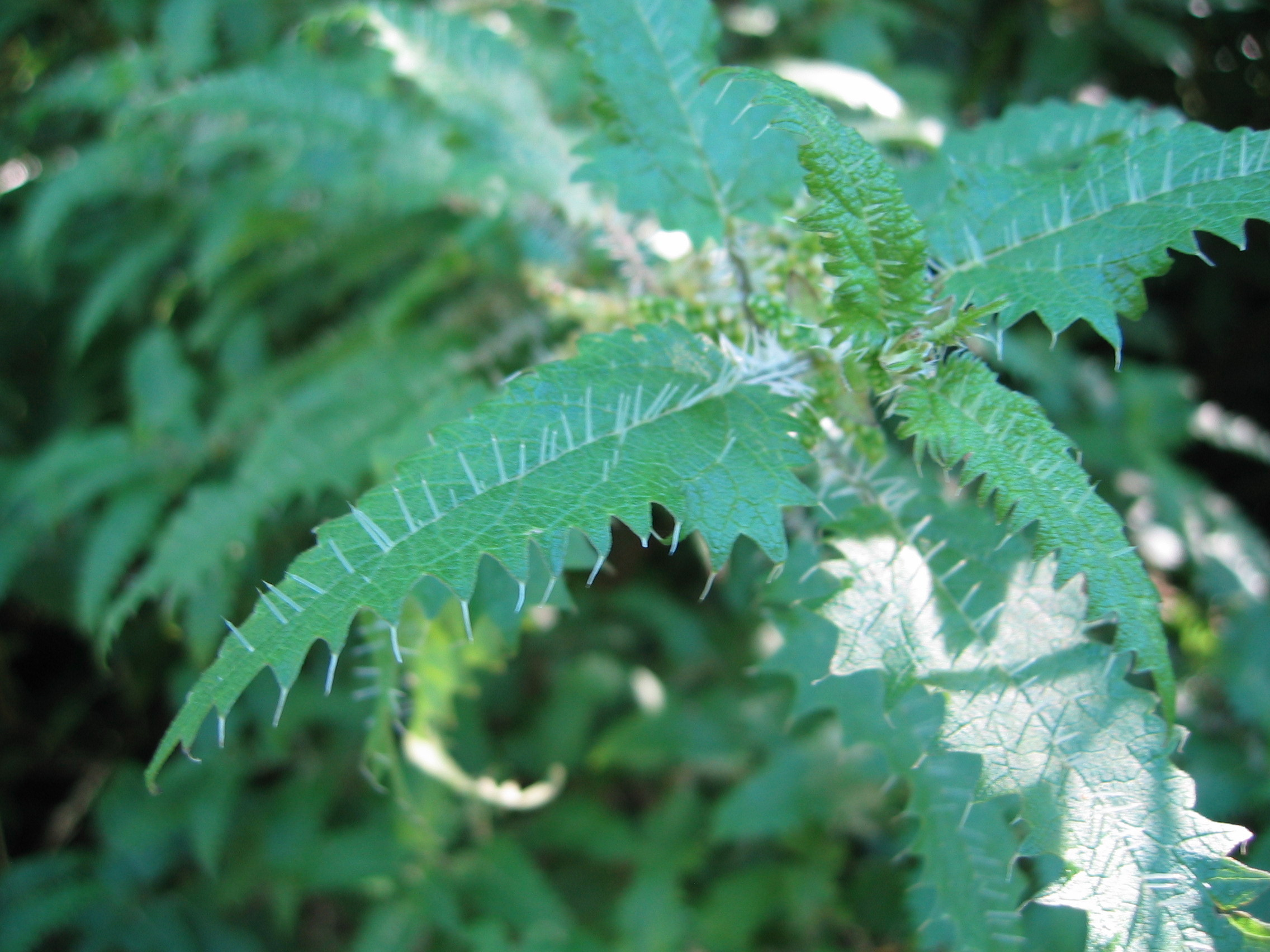
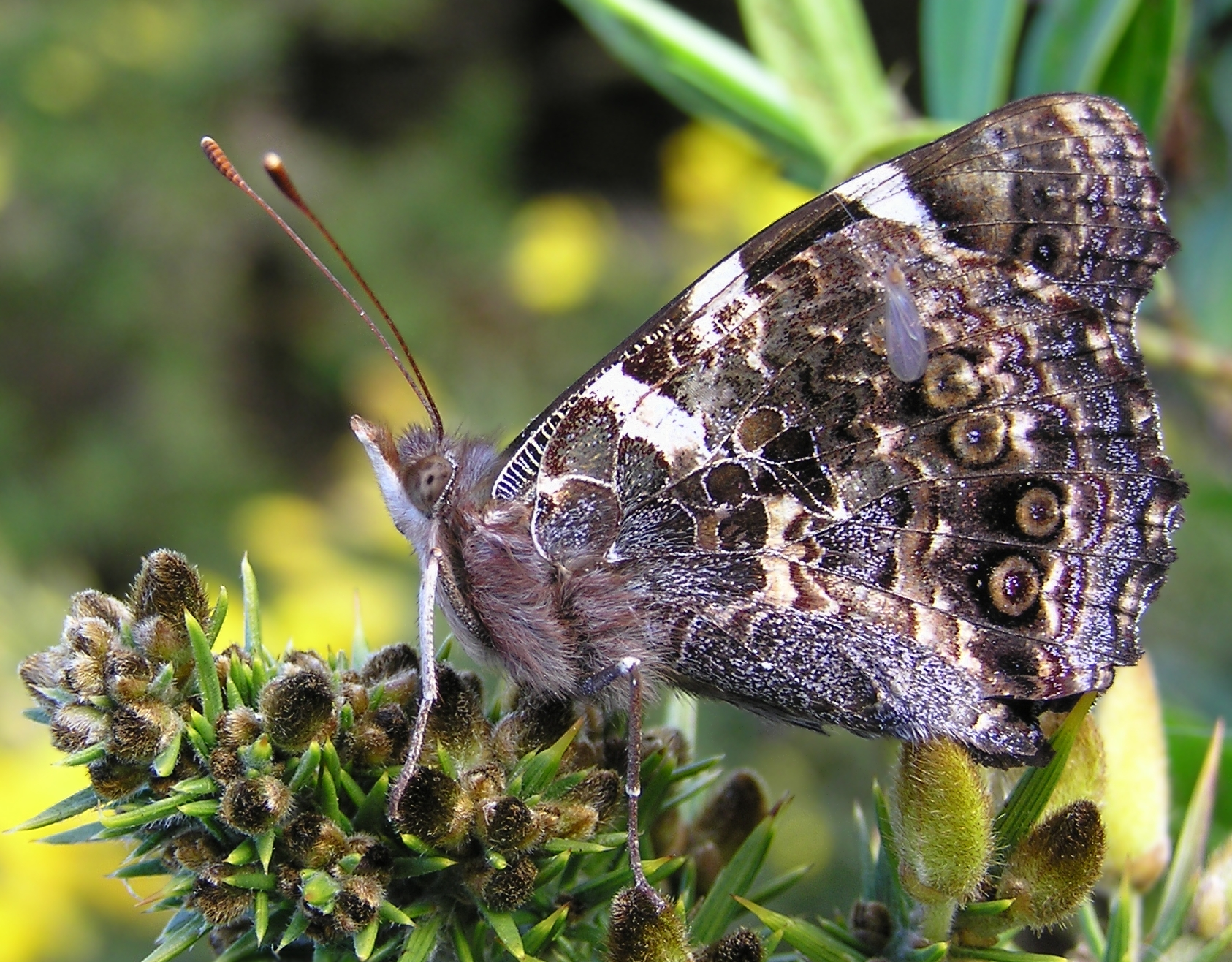
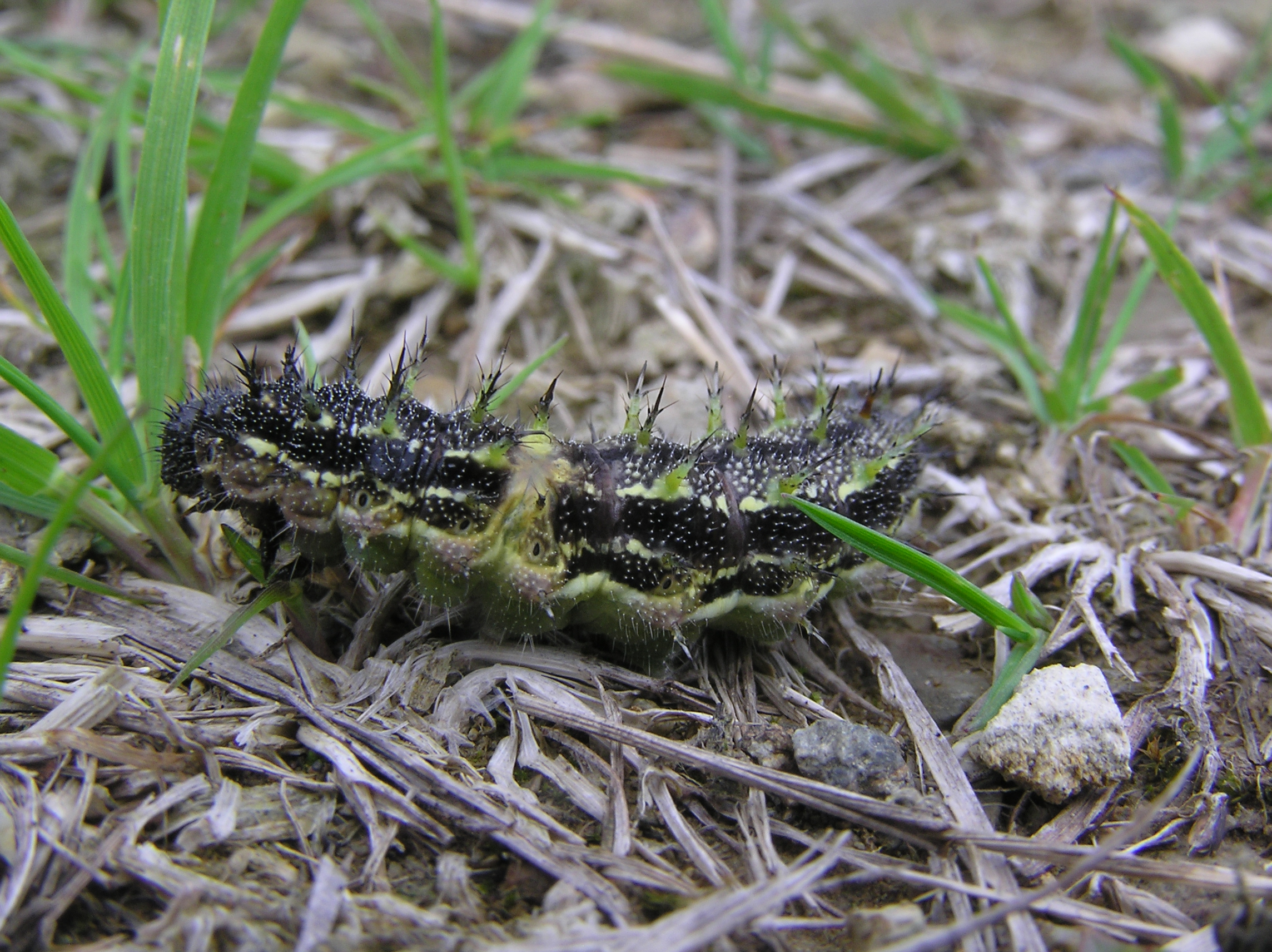
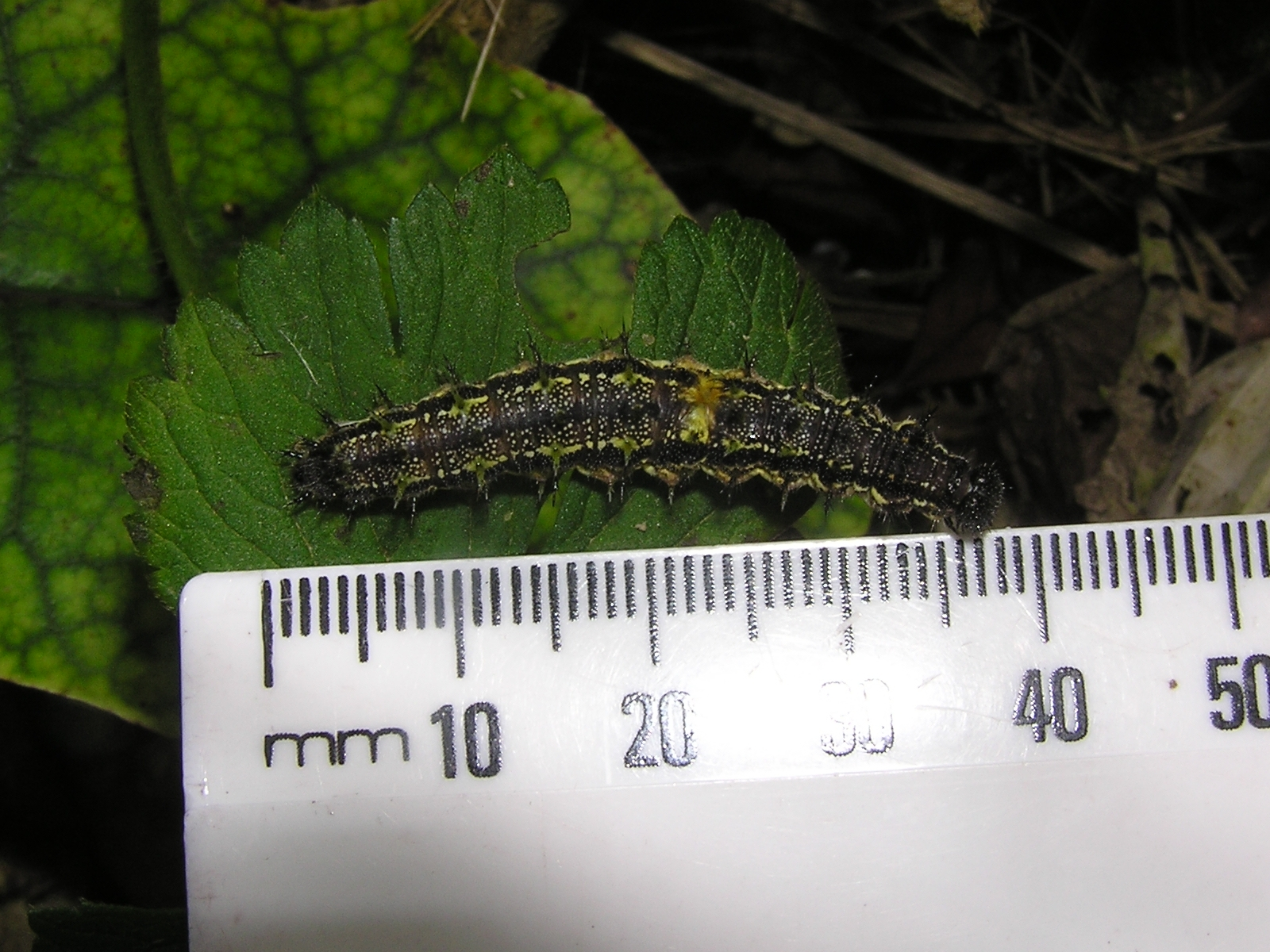
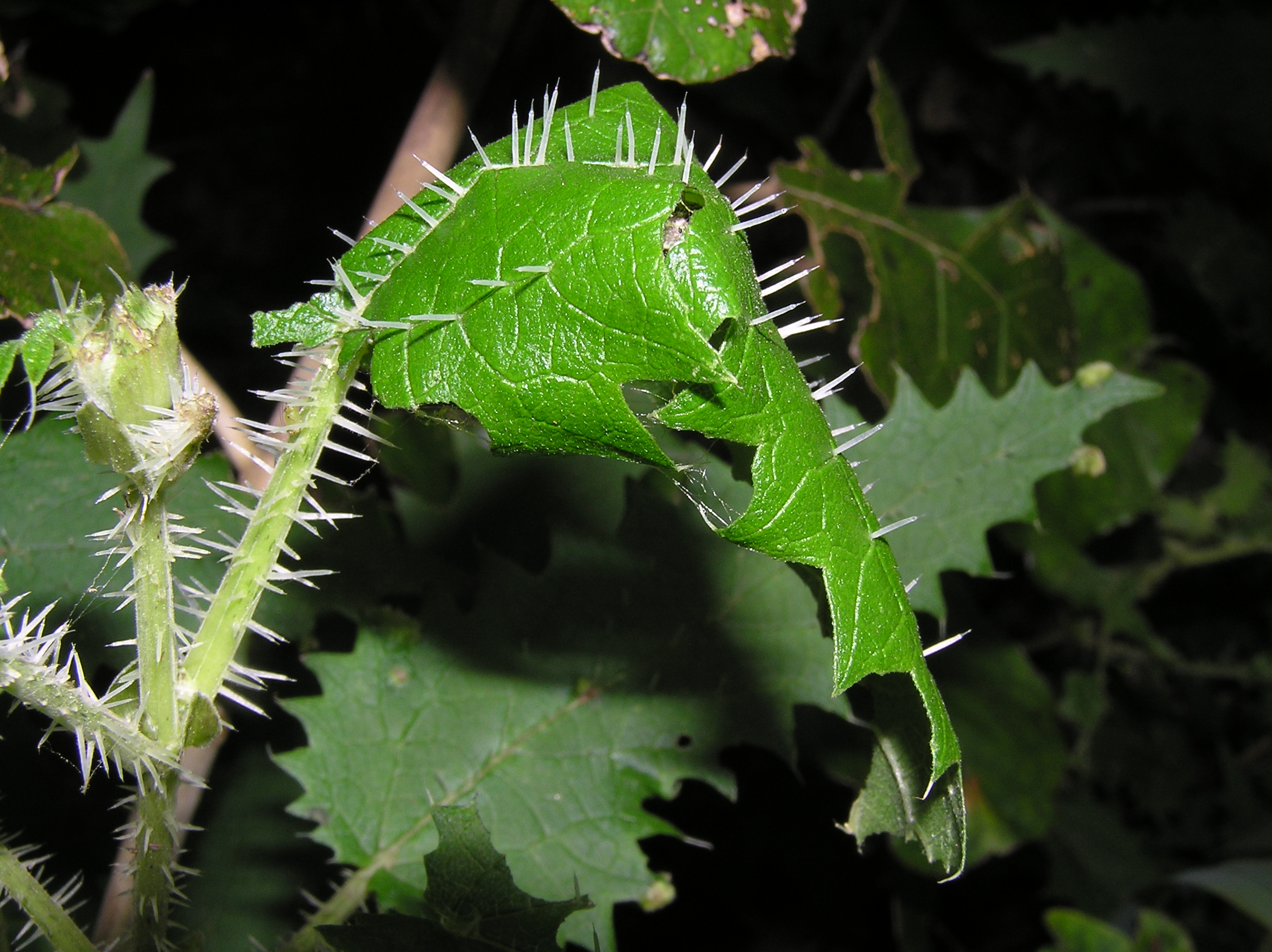